# 杜氏凤头鹦鹉
杜氏凤头鹦鹉（学名：Cacatua ducorpsii），又称杜科波氏凤头鹦鹉，体长33厘米，寿命50年。其分布在所罗门群岛上。活动在海拔700米左右的森林中，食物有种子、浆果、水果、坚果、嫩芽、树叶、花朵及昆虫。繁殖期为每年7-12月，每次产卵2-3颗，孵化期约28天，羽化期8-10周。亲鸟有时不喂食雏鸟，所以笼养时要及时拿出手养。
1. ↑  . The IUCN Red List of Threatened Species 2012.   [26 November 2013].